# 朱瑄 (成化進士)
朱瑄（1440年—？），字廷璧，浙江寧波府鄞縣人，明朝政治人物。同進士出身。

## 生平
成化元年（1465年）舉乙酉科浙江鄉試第四十七名。成化五年（1469年）乙丑科進士，授工部主事，歷河南布政使，官至右副都御史、總督漕運。

## 家族
曾祖朱保三。祖父朱子莊。父朱得榮。